# ری سول جو
این یک نام کره‌ای است؛ نام خانوادگی ری است.
ری سول جو (کره‌ای: 리설주؛ زادهٔ ح. ۱۹۸۵–۱۹۸۹) همسر کیم جونگ اون رهبر کره شمالی است. رسانه‌های دولتی کرهٔ شمالی او را به‌عنوان همسرش، رفیق ری سول جو می‌شناسانند.
ری در ۲۰۱۲ چندین بار در مجامع عمومی ظاهر شد. او در یک کنسرت با لباس سیاه و در مد شنل ظاهر شد. گفته شده‌است او در حال گذراندن دورهٔ پی‌اچ‌دی در دانشگاه کیم ایل-سونگ در رشتهٔ علوم است. در سال ۲۰۱۳ شایعه‌ای مبنی بر اینکه او ستارهٔ موسیقی پاپ است پخش شد، و کسانی که این شایعه را پخش کردند اعدام شدند.